# 三乡站 (奈良县)
三乡站（日语：／ Sangō eki */?）是位于奈良县生驹郡三乡町，屬於西日本旅客铁道（JR西日本）關西本線的鐵路車站。

## 历史
- 1980年3月3日 - 作为日本国有铁道新站，在关西本线河内坚上站与王寺站间开业。
- 1987年4月1日 - 国铁分割民营化后成为JR西日本车站。
- 1988年3月13日 - 线路爱称大和路线开始使用。
- 2003年11月1日 - 支持使用ICOCA[2]。
- 2009年10月4日 - 大阪环状、大和路线运行管理系统开始使用。
- 2014年
  - 2月20日 - 绿色窗口最后一日营业。
  - 2月21日 - 绿色自动售票机开始使用。
- 2017年10月22日 - 21号台风导致大和川泛滥，车站被淹。
- 2018年3月12日 - 开始使用车站编号[3]。

## 车站结构
此站為侧式站台2台2线地上车站，月台可停靠8辆编组列的车。此站是由王寺站負責管理，並委託JR西日本處理站務的业务委托站。站內可使用ICOCA。

### 站台
| 站台 | 路线     | 方向 | 目的地                   |
| ---- | -------- | ---- | ------------------------ |
| 1    | 大和路線 | 上行 | 王寺、奈良、高田方向     |
| 2    | 大和路線 | 下行 | 天王寺、JR難波、大阪方向 |

## 使用情况
2017年度1日平均乘车人数2,067。
| 年度   | 1日平均 乘车人数 |
| ------ | ---------------- |
| 1997年 | 2,826            |
| 1998年 | 3,018            |
| 1999年 | 3,140            |
| 2000年 | 2,924            |
| 2001年 | 2,893            |
| 2002年 | 2,773            |
| 2003年 | 2,666            |
| 2004年 | 2,581            |
| 2005年 | 2,607            |
| 2006年 | 2,520            |
| 2007年 | 2,463            |
| 2008年 | 2,289            |
| 2009年 | 2,228            |
| 2010年 | 2,245            |
| 2011年 | 2,226            |
| 2012年 | 2,139            |
| 2013年 | 2,077            |
| 2014年 | 2,053            |
| 2015年 | 2,068            |
| 2016年 | 2,065            |
| 2017年 | 2,067            |

## 相鄰車站
西日本旅客鐵道
 大和路線（關西本線）
■大和路快速、■直通快速、■快速、■区間快速
通过
■普通
王寺（JR-Q31）－三乡（JR-Q30）－ 河内坚上（JR-Q29）

## 外部連結
- 三鄉｜車站資訊：JR出門網 - 西日本旅客鐵道